# ويليام كلارك (لاعب كريكت)
ويليام كلارك (17 مارس 1849 - 29 مايو 1935) (بالإنجليزية: William Clarke)‏ هو لاعب كريكت بريطاني.